# بول الصدر
يعرف انصباب الصدر البولي على أنه تجمع للبول ضمن التجويف المملوء بالسائل الذي يحيط بالرئتين. يحدث ذلك عادة بسبب معاناة المريض من اعتلال بولي انسدادي، ويشخص بشكل أساسي عبر تحليل سائل الجنب. يعالج الانصباب البولي بعلاج الحالة الأساسية المسببة، إذ يؤدي ذلك عادةً إلى تراجعه. تعتبر هذه الحالة سببًا نادرًا للغاية لانصباب الجنب.

## العلامات والأعراض
لا تكون السمات المميزة للمرض جيدة الوضوح لدى هؤلاء المرضى؛ إذ يميل المريض للمعاناة من الأعراض البولية، بينما تكون الأعراض التنفسية عادةً غير موجودة أو خفيفة. تعتبر صعوبة التنفس، التي تحدث في حالات انصباب الجنب المتوسط إلى الغزير، أشيع الأعراض التنفسية. تشمل الأعراض الأخرى: الحمى والألم البطني والصدري وانخفاض الصادر البولي. يحدث ذلك عادةً في غضون ساعات من بدء الحالة المسببة.

## الأسباب
يحدث انصباب الصدر البولي عادةً بسبب الاعتلالات البولية الانسدادية. قد يحدث الاعتلال البولي الانسدادي على مستوى المثانة أو الإحليل، وقد تتضمن أسباب الانسداد ما يلي: أمراض البروستاتا والكيسات الكلوية والتليف خلف الصفاق والكلية الإضافية. تميل الحالات الرضية إلى التسبب في انصباب ضمن أحد الجانبين فقط، بينما تميل حالات الانسداد البولي إلى إحداث انصباب ثنائي الجانب. وفي الحالات الناجمة عن الكيسة البولية، يكون الانصباب عادةً في نفس جهة الكيسة، ولكن في حالات نادرة، قد يكون ثنائي الجانب أو في الجانب المقابل لجانب الكيسة. قد ينجم ذلك أيضًا عن خزعة الكلية أو عمليات زرع الكلى أو تفتيت الحصيات أو خلل أثناء وضع أنبوب فغر الكلية أو وجود سرطان ضمن الجهاز البولي.

## الآلية
قد تؤدي أذية المسالك البولية إلى تجمع من السوائل يدعى باسم الكيسة البولية، وهي كيسة لها رائحة البول الطبيعية. يصل البول إلى المسافة الجنبية إما عبر السبيل خلف الصفاقي (أي تحت الصفاق) أو عبر الأوعية اللمفاوية خلف الصفاق، وهذا قد يتم بشكل مباشر أو غير مباشر. قد ينتقل البول بشكل مباشر عبر مسام الحجاب الحاجز الصدري نتيجة فرق الضغط، أو عبر تمزق الكيسة البولية وإطلاق محتوياتها إلى المسافة الجنبية. قد ينتقل البول بشكل غير مباشر أيضًا، عندما تسرب الكيسة البولية محتواها إلى المسافة الجنبية عبر الأوعية اللمفاوية خلف الصفاق والجنب.

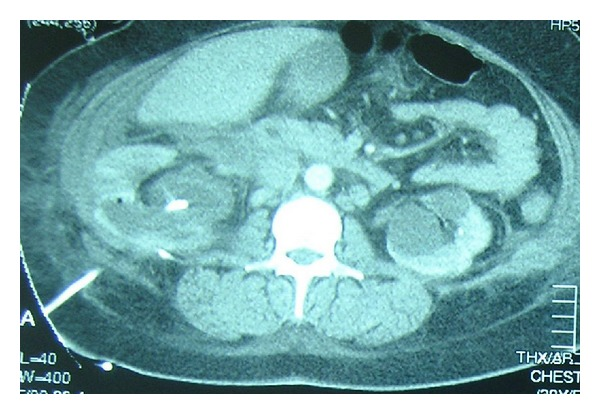
يظهر التصوير المقطعي المحوسب أنبوب فغر كلية، حيث يبدو كخط أبيض في أسفل يسار الصورة، في حالة معالجة من انصباب صدر بولي.

## التشخيص
تكون الأعراض الرئيسية عادةً بولية وليست تنفسية، ولهذا تتطلب الحالة استبعاد الأمراض الأخرى وتحديد الأعراض قبل التشخيص. يعتبر تحليل سائل الجنب أحد طرق تشخيص الحالة. غالبًا ما يكون السائل الجنبي بلون القش وذو رائحة مميزة كالأمونيا. يحتوي السائل عادةً على خلايا منواة يتراوح عددها بين 50 و 1500 لكل سم3، وتكون درجة حموضته ما بين 5 و7. تتضمن العوامل الأساسية لتشخيص انصباب الصدر البولي، عبر تحليل سائل الجنب، انخفاض مستوى البروتين فيه وارتفاع مستوى الإنزيم النازع لهيدروجين اللاكتات. ورد أيضًا الاعتماد على انخفاض مستوى الجلوكوز ودرجة الحموضة، ولكنها لا تعتبر وسائل موثوقة لتشخيص الحالة أو استبعادها. أهم عامل تشخيص كيميائي للسائل هو أن تكون نسبة مستوى الكرياتينين فيه إلى مستواه في مصل الدم تزيد عن 1، وعادةً ما تكون أكثر من 10.
قد يساعد تصوير البطن بالموجات فوق الصوتية والأشعة المقطعية المحوسبة في تشخيص الحالة البولية التناسلية الأساسية المسببة. إن لم تكن الطرق الأخرى حاسمة، يمكن وضع التشخيص الدقيق عبر تصوير الكلى مع حقن التكنيشيوم-99m، إذ يظهر هذا الفحص الألبومين الموسوم بالتكنيشيوم-99 وهو ينتقل إلى المسافة الجنبية من الجهاز البولي التناسلي. 